# Maria Stuarda al campo di Crookstone
Maria Stuarda al campo di Crookstone è un dipinto ad olio su tela di Giovanni Fattori di 76x108 cm, datato 1861 (ma forse già completato nel 1859).
Rappresenta la regina scozzese mentre, insieme alle dame di compagnia e all'abate di Santa Maria, osserva l'amante Douglas moribondo sul campo di battaglia. E' conservato a Firenze, a Palazzo Pitti, alla Galleria d’Arte Moderna. 